# Tactile Wars
Tactile Wars est un jeu vidéo de stratégie en temps réel massivement multijoueur développé par Ankama sorti en 2015 pour appareils mobiles.

## Système de jeu
Dans ce jeu, chaque joueur doit prendre possession d'une couleur parmi six disponibles et doit la répandre sur le plus de territoires adverses possible via une gérance d'un territoire personnel et d'invasions sur ceux adverses. Le jeu est gratuit dans l'ensemble, sauf pour certaines options et améliorations,.

## Accueil
Il est jouable en avant-première à l'Ankama Convention de 2014 à Lille et passe la barre des six millions de joueurs dans le monde en mai 2016,.
Le jeu reçoit des bonnes notes dans la presse spécialisée :
- Canard PC : 8/10[9]
- TouchArcade : 4/5[10]